# 齊格內什蒂鄉 (特列奧爾曼縣)
43°54′N 25°22′E / 43.900°N 25.367°E
齊格內什蒂鄉（羅馬尼亞語：Comuna Țigănești, Teleorman），是羅馬尼亞的鄉份，位於該國南部，由特列奧爾曼縣負責管轄，面積31平方公里，海拔高度36米，2007年人口5,417，人口密度每平方公里176人。